# クリスティアン1世 (ザクセン選帝侯)
クリスティアン1世（Christian I., 1560年10月29日 - 1591年9月25日）は、ザクセン選帝侯（在位：1586年 - 1591年）。

## 生涯
ザクセン選帝侯アウグストと妃でデンマーク・ノルウェー王クリスチャン3世の王女アンナの間に第8子としてドレスデンで生まれた。
1586年に父が歿すると、兄が全て早世していたため選帝侯位に即いた。
クリスティアン1世は自らの教師であったニコラウス・クレル（Nikolaus Krell）を宰相に任じたが、ザクセンはルター派が主流であったが彼はカルヴァン派であったこと、ザクセンの従来の外交政策を変更してポーランド王ジグムント3世やフランス王アンリ4世寄りの政策を採ったことなどから保守派の反発を買い、クレルはクリスティアン1世の歿後投獄・処刑された。
1591年に妃ゾフィーは、夫へのクリスマスの贈り物として12着の鎧を作らせた。それらの多くは現存している。
1591年9月25日、ドレスデンで死去し、長男のクリスティアン2世が選帝侯位を嗣いだ。遺体はフライベルク大聖堂に葬られた。

## 子女
1582年4月25日にブランデンブルク選帝侯ヨハン・ゲオルクの娘ゾフィー（1568年 - 1622年）と結婚し、彼女との間に以下の3男4女をもうけた。
- クリスティアン2世（1583年 - 1611年） - ザクセン選帝侯
- ヨハン・ゲオルク1世（1585年 - 1656年） - ザクセン選帝侯
- アンナ・ザビーネ（1586年 - 1586年）
- ゾフィー（1587年 - 1635年） - ポンメルン＝シュチェチン公フランツ1世妃
- エリーザベト（1588年 - 1589年）
- アウグスト（1589年 - 1615年）
- ドロテア（1591年 - 1617年） - クヴェードリンブルク女子修道院長